# Chrysosoma pernigrum
Chrysosoma pernigrum är en tvåvingeart som beskrevs av Becker 1923. Chrysosoma pernigrum ingår i släktet Chrysosoma och familjen styltflugor. Inga underarter finns listade i Catalogue of Life.